# Patricia Mora Castellanos
Ana Patricia Mora Castellanos, née le 13 janvier 1951, est une sociologue, professeur d'université et femme politique costaricaine.

## Biographie
Patricia Mora Castellanos naît le 13 janvier 1951. Elle est présidente du comité exécutif national du Front large et députée de ce parti, ainsi que membre de sa commission politique et du comité d'organisation. Elle est mariée à José Merino del Río (leader de la gauche costaricaine) de 1977 jusqu'à sa mort en 2012, et est la fille du leader communiste Eduardo Mora Valverde. Elle est la nièce de Manuel Mora, fondateur du Parti communiste du pays et l'un des pères des Garanties sociales des années 1940. Elle est également la mère du cinéaste Maricarmen Merino et de la philosophe Alejandra Merino.
Patricia Mora Castellanos est sociologue et professeur à l'Université du Costa Rica. Elle est membre de l'Avant-garde populaire, de la Force démocratique et du Parti populaire, et participe à des luttes sociales comme les manifestations anti-ALCOA au Costa Rica, les manifestations contre le projet de loi anti-énergie au Costa Rica et contre l'accord de libre-échange avec les États-Unis. Elle est membre fondatrice du Front large aux côtés de son mari, et est sa représentante au Forum de São Paulo en tant que membre de sa commission politique et du comité exécutif,. Elle est élue députée pour le parti lors des élections de 2014.
Elle est secrétaire de la commission de l'Assemblée législative qui enquête sur le scandale politique connu sous le nom de "Cementazo", où le prêt de 31,5 millions de dollars de la Banco de Costa Rica à l'entrepreneur en construction Juan Carlos Bolaños est remis en question. L'affaire de trafic d'influence allégué concerne des membres des trois pouvoirs suprêmes (députés, Cour suprême de justice et présidence).
Le 8 mai 2018, le président Carlos Alvarado Quesada nomme Patricia Mora ministre des Affaires féminines du pays à la tête de l'Institut national de la femme.